# Anua trapezium
Anua trapezium är en fjärilsart som beskrevs av Achille Guenée 1852. Anua trapezium ingår i släktet Anua och familjen nattflyn. Inga underarter finns listade i Catalogue of Life.